# Masha Novoselova
Masha Novoselova (31 de enero de 1985) es una modelo rusa. Ha sido comparada con Natasha Poly, Sasha Pivovarova y Natalia Vodianova. Después de firmar con Storm Model Management, se convirtió en una popular modelo en 2007.

## Carrera
Ha modelado para campañas de Victoria's Secret, Christian Dior, Chanel, Gucci, Hugo Boss, Moschino, Nina Ricci, H&M, L'Oréal, Garnier, Chloe, Dolce and Gabbana, Yves Saint Laurent, Etam, Joop, Ungaro, Miss Sixty, Loewe, Louis Vuitton, Sisely, Patrizia Pepe, La Perla, Swarovski y más notablemente junto a David Beckham en las campañas de ropa interior de Armani. Ha aparecido en revistas internacionales, incluyendo en portadas y editoriales de Vogue Italia, Alemania, Rusia, Japón, China, Brasil y Bretaña, y Estados Unidos. También ha aparecido numerosas veces en Numéro, Amica, Grazia, Madame Figaro, Mixte, V, Harper's Bazaar, V Pulp Magazine, Elle. Despegó con la portada de Numéro 2008 junto a Caroline Trentini. Masha Novoselova ha trabajado con los fotógrafos más prestigiosos, como Mario Testino, Terry Richardson, Greg Kadel, David Sims, Camilla Åkrans, Txema Yeste, Karl Lagerfeld, Ellen von Unwerth, Mario Sorrenti, Inez Van Lamsweerde, and Marcus Piggott. Ha desfilado para Chanel, Armani, Celine, Chloe, Stella McCartney, Gucci, Louis Vuitton, DSquared2, Fendi, Isabel Marant, entre otras.

## Vida personal
Se casó con Dimitri Rassam, hijo de la actriz francesa Carole Bouquet y el productor Jean-Pierre Rassam, el 24 de julio de 2010. Tuvieron una hija en 2011.
Se divorciaron en 2016.